# Kanton Cagnes-sur-Mer-Ouest
Kanton Cagnes-sur-Mer-Ouest (fr. Canton de Cagnes-sur-Mer-Ouest) je francouzský kanton v departementu Alpes-Maritimes v regionu Provence-Alpes-Côte d'Azur. Tvoří ho čtyři obce.

## Obce kantonu
- Cagnes-sur-Mer (západní část)
- La Colle-sur-Loup
- Villeneuve-Loubet
- Saint-Paul